# Aereo da pattugliamento marittimo

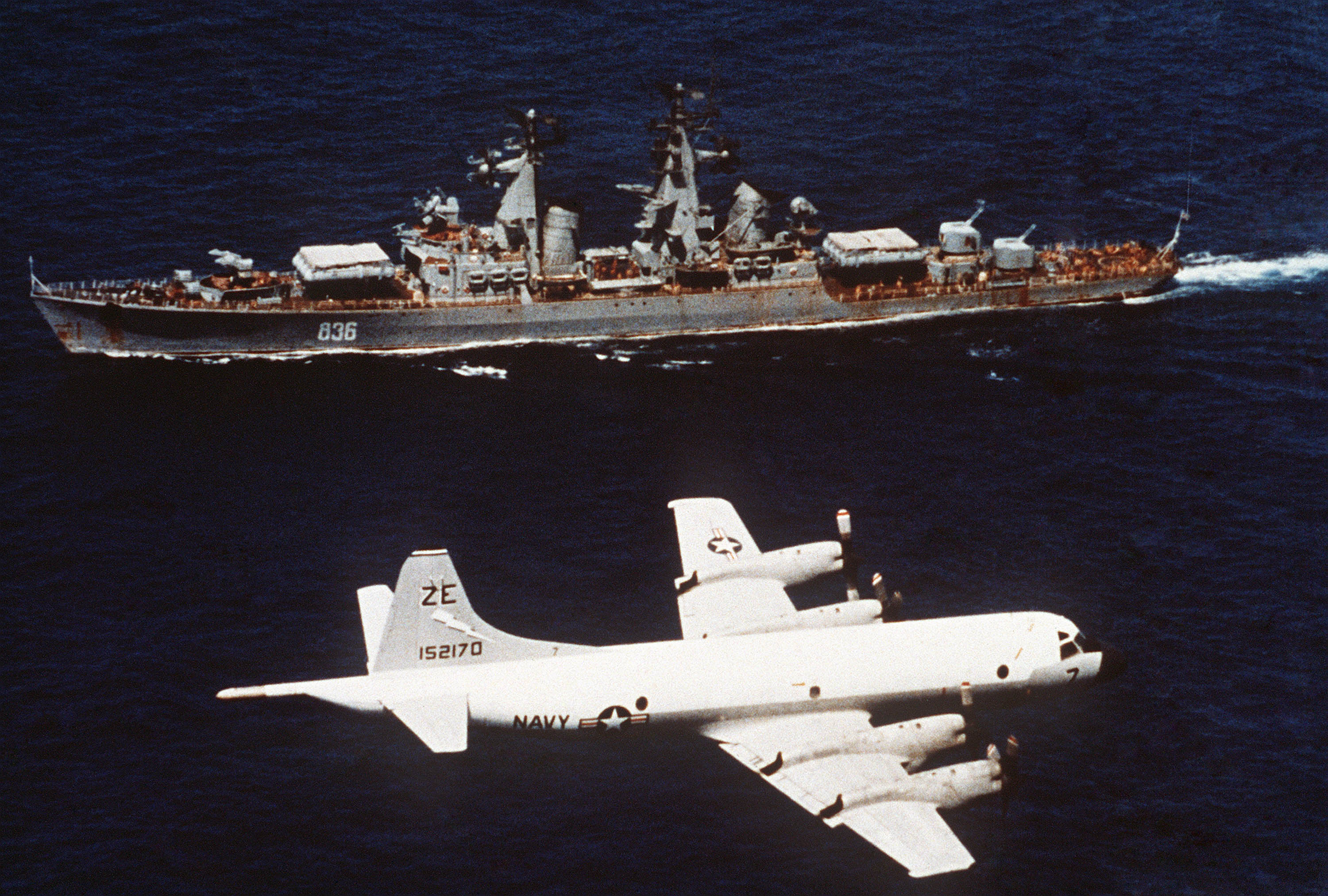
Un Lockheed P-3 Orion della US Navy scorta l'incrociatore russo Varyag

L'Aereo da pattugliamento marittimo, detto anche pattugliatore marittimo, è l'equivalente dell'aereo da ricognizione tattica terrestre con compiti specifici di ricognizione ed osservazione dei territori antistanti le coste e le acque territoriali della nazione che li utilizza.
Normalmente i velivoli utilizzati allo scopo sono terrestri o in qualche caso imbarcati ma nel passato questo ruolo era ricoperto essenzialmente da idrovolanti ed aerei anfibi. Con lo sviluppo tecnologico e con l'aumento progressivo dell'autonomia dei velivoli in dotazione l'esigenza della vicinanza al territorio da esplorare venne meno così come la necessità di dover operare nelle vicinanze delle coste e con il supporto di unità navali.
I velivoli addetti a questo compito sono sempre dotati di un potente proiettore, oltre che di sensori di tipo FLIR e radar, nonché in alcuni casi di MAD e di sonoboe sganciabili (per rilevare i sommergibili). Esempi di questo tipo di aereo sono il Breguet Br.1150 Atlantic, il Lockheed P-3 Orion, l'Ilyushin Il-38 May, il BAe Nimrod, l'ATR-42MP (Maritime Patrol) e il Bombardier CL-415MP; anche Embraer, Saab e Boeing hanno prodotto versioni speciali dei velivoli a reazione per il pattugliamento a lungo raggio.

## Esempi di aerei da pattugliamento marittimo

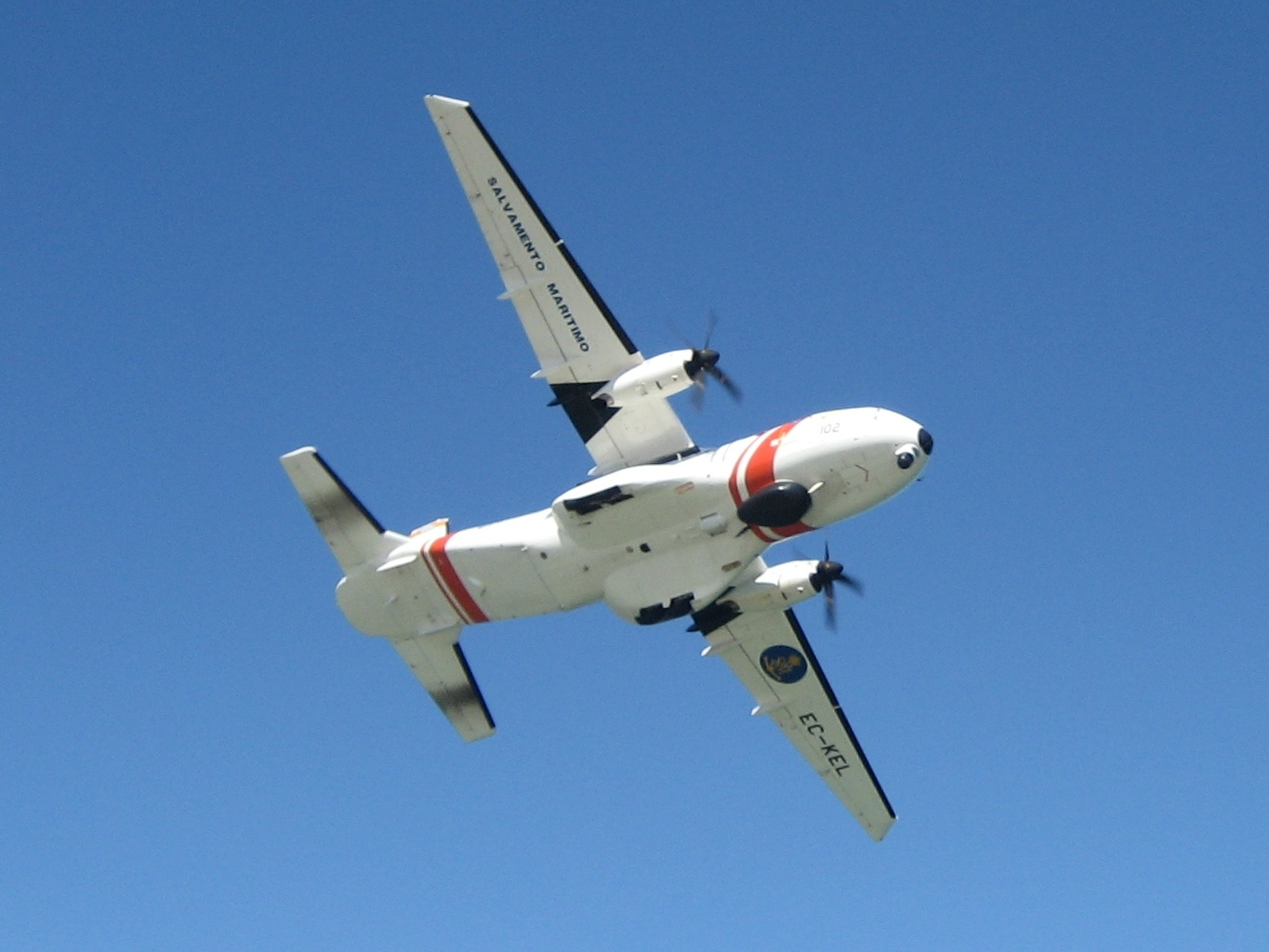
CASA CN-235-300 MP of Sociedad de Salvamento y Seguridad Marítima, Spagna.

### Tra le due guerre
- Supermarine Southampton
- Blackburn Perth

### Durante la seconda guerra mondiale
- Consolidated PBY Catalina (USA)
- Consolidated PB2Y Coronado (USA)
- Consolidated PB4Y-2 Privateer (USA)
- Dornier Do 24 (Paesi Bassi, Germania)
- Focke-Wulf Fw 200 Condor (Germania)
- Junkers Ju 290 (Germania)
- Kawanishi H6K Mavis (Giappone)
- Kawanishi H8K Emily (Giappone)
- Lockheed Ventura (USA)
- Martin PBM Mariner (USA)
- Short Sunderland (UK)
- SB2U Vindicator (USA)

### Dalla guerra fredda ai giorni nostri
- Airbus A319 MPA[1] (Francia)
- ATR 42 MP Surveyor (Italia-Francia)
- ATR 72 ASW (Italia-Francia)
- Avro Shackleton (Regno Unito)
- Beriev Be-10 (URSS/Russia)
- Beriev Be-12 (URSS/Russia)
- Beriev Be-200 (URSS/Russia)
- Harbin SH-5 (Cina)
- Boeing P-8 Poseidon (USA)
- Breguet Alizé (Francia) (ASW imbarcato)
- Breguet Br 1150 Atlantic (ATL 1) (Francia)
  - Dassault Atlantique 2 (ATL 2) (Francia)
- CASA C212 MPA[1] (Spagna)
- CASA CN235 MPA[1] (Spagna)
- CASA C295 MPA[1] (Spagna)
- Canadair CP-107 Argus (Canada)
- Dassault Falcon 10 Mer (Francia)
- Dassault Falcon 20 Gardian (Francia)
- Dassault Falcon Guardian (Francia)
- Dassault Falcon 50 Surmar (Francia)
- Dassault Falcon 900 MPA (Francia)
- Dassault Falcon 2000 MRA (Francia)
- Fairey Gannet (Regno Unito) (ASW imbarcato)
- Fokker F-27 Maritime (Paesi Bassi)
- Grumman AF Guardian (USA) (ASW imbarcato)
- Grumman S-2 Tracker (USA) (ASW imbarcato)
- Hawker-Siddeley Nimrod (Regno Unito)
- Ilyushin Il-38 (URSS/Russia)
- Lockheed P-2 Neptune (USA)
- Lockheed P-3 Orion (USA)
  - CP-140 Aurora (Canada)
  - CP-140A Arcturus (Canada)
- Lockheed S-3 Viking (US) (ASW imbarcato)
- Martin P5M Marlin (USA)
- PZL M28B Bryza 1R, 1RMbis, 1E (Polonia)
- Tupolev Tu-142 (URSS/Russia)
- HESA IrAn-140 (Iran)